# Follow the money
Follow the money ("Seguiu els diners") és una frase ganxo popularitzada el 1976 pel film docudrama Tots els homes del president, que suggereix que la corrupció política pot ser destapada tot examinant les transferències de diners entre les parts investigades.

## Origen i història
El guionista William Goldman va atribuir la frase a Deep Throat, l'informant de l'escàndol Watergate. Tanmateix, la frase no apareix esmentada al llibre de no-ficció que va precedir la pel·lícula ni en la documentació de l'escàndol. El llibre conté la frase "La clau van ser els diners en efectiu secrets de la campanya, i havien de ser tots traçats", que el periodista Bob Woodward diu al senador Sam Ervin.
La frase Follow the money va ser esmentada per Henry E. Peterson el 1974 al comitè judicial del senat dels Estats Units quan Earl J. Silbert va ser nomenat US Attorney. El 1975, el llibre per Clive Borrell i Brian Cashinella, Crime in Britain, today, també utilitza la frase. D'ençà els 1970s, Follow the money ha estat utilitzada diverses vegades en periodisme d'investigació i debats polítics. Un exemple és la sèrie d'informes "Follow the money" de la cadena CBS.
El setembre de 2016, la campanya de Donald Trump va utilitzar la frase per a criticar Hillary Clinton i la Fundació Clinton. El febrer de 2017, Carl Bernstein, qui amb Woodward va exposar l'escàndol Watergate, va utilitzar la frase per a animar els periodistes a descobrir potencials conflictes d'interès del President Trump. La fundació de Trump va ser posteriorment jutjada culpable de rebre contribucions de campanya il·legals i altres delictes financers. El novembre de 2019, Trump va haver de pagar 2 milions de dòlars per aquest cas.